# Baby, The Stars Shine Bright
Baby, The Stars Shine Bright (株式会社　ベイビー、ザ スターズ シャイン ブライト Kabushiki Kaisha Beibī, Za Sutāzu Shain Buraito?), acortado Baby o BTSSB, es el nombre de una compañía de moda japonesa creada en 1988 por Akinori Isobe y su esposa, Fumiyo. La sede original está ubicada en Shibuya, Tokio; la tienda se especializa en moda lolita y se enfoca principalmente en la submoda Sweet lolita; en agosto de 2009 abrieron una tienda en San Francisco, Estados Unidos.

## Marcas

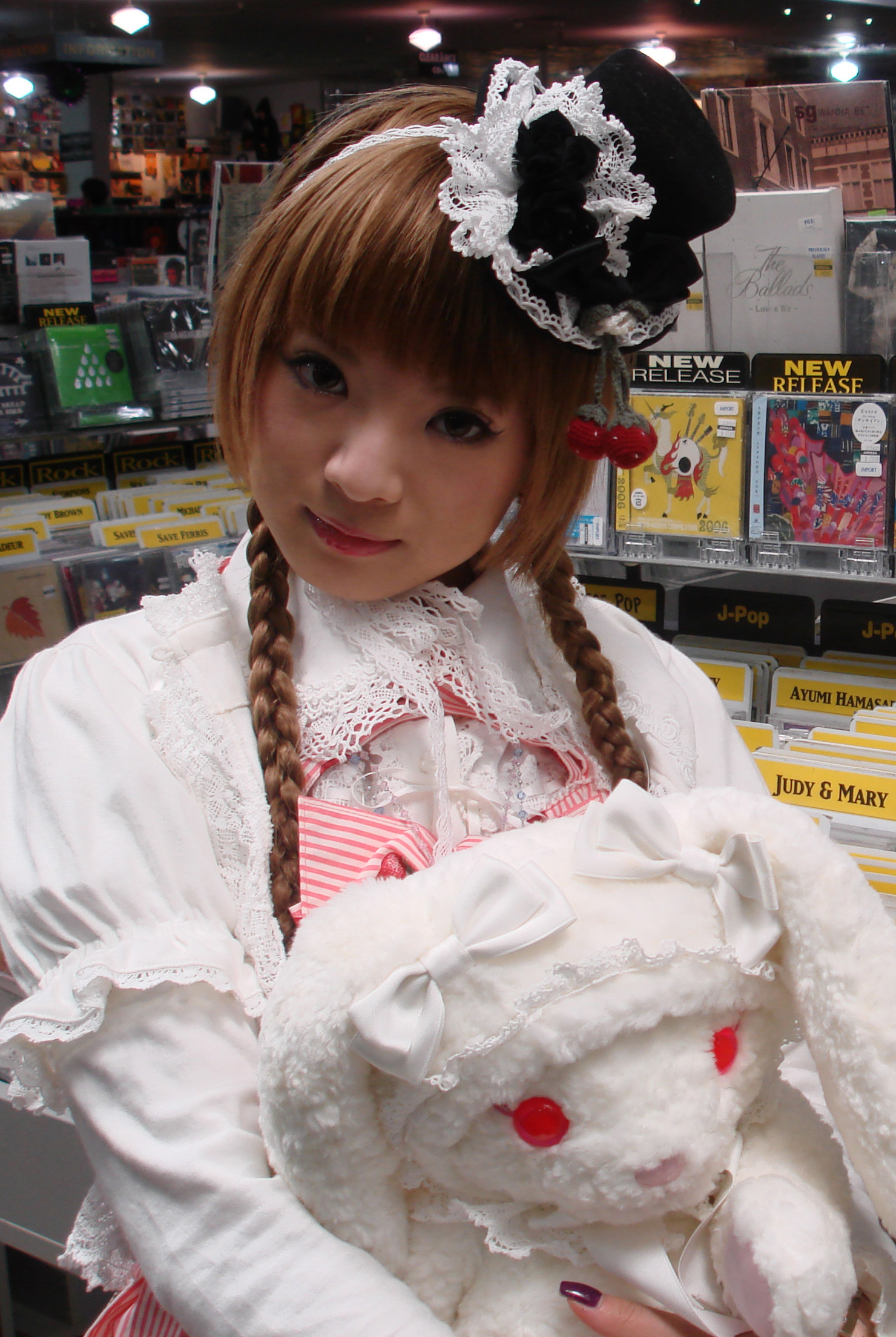
La cantante japonesa Nana Kitade vestida al estilo de Sweet lolita.

La línea de ropa Alice and the Pirates fue creada en 2004, es principalmente ropa con fuerte influencia punk y de estilo parecido a la vestimenta de los piratas, imitando un estilo aristocrático. Una tienda con esta temática fue abierta en Harajuku en 2006; las marcas Hello Kitty y Charmmy Kitty tienen su propia tienda temática y se enfocan en el estilo gothic lolita y sweet lolita,
 venden muñecas de varios tamaños con ropa de estos estilos, además venden accesorios para celulares y decoración.
Una de las líneas de ropa era Pour Lolita, basada en arte del autor Novala Takemoto; en 2007 Takemoto fue arrestado por posesión de mariguana, desde entonces Baby dejó de vender la línea de ropa Pour Lolita, además de dejar claro que no tenían afiliación alguna con el autor.